# Калеб Джонс
Калеб Джонс (англ. Caleb Jones; 6 червня 1997, м. Арлінгтон, США) — американський хокеїст, захисник. Виступає за «Портленд Вінтергокс» у Західній хокейній лізі (ЗХЛ).
Виступав за «USNTDP Juniors» (ХЛСШ).
У складі юніорської збірної США учасник чемпіонату світу 2015.
Батько: Попай Джонс, брат: Сет Джонс.
Досягнення
- Переможець юніорського чемпіонату світу (2015)